# کریستینا واکر
کریستینا واکر (انگلیسی: Kristina Walker؛ زادهٔ ۹ مهٔ ۱۹۹۶) قایقران روئینگ زن اهل کانادا است.
وی در مسابقات کشوری و بین‌المللی در مجموع برندهٔ ۱ مدال نقره شده است.